# アーロン・ヒムルスタイン
アーロン・ヒムルスタイン（Aaron Himelstein、1985年10月10日 - ）は、アメリカ合衆国の俳優。

## 経歴
イリノイ州バッファローグローブ出身。母はスーザン・マロニー、父はロバート・ヒムルスタイン。
2002年に『オースティン・パワーズ・イン・ゴールドメンバー』で若き日のオースティン・パワーズの役を演じた。2003年から2005年まではテレビシリーズJoan of Arcadiaで、ルーク・ジラルディの親友であるフリードマンの役を演じた。また短編映画「シュガー・マウンテン」の脚本を書き、監督及び編集を行った。
その他『ボストン・パブリック』、『ノース・ショア』、『Dr.HOUSE』といったテレビシリーズ、あるいは『ハイ・フィデリティ』、『キャプテン・アメリカ/ウィンター・ソルジャー』といった映画に出演している。

### プライベート
Joan of Arcadiaで共演したマイケル・ウェルチ、クリス・マークエットとは親しい友人である。ヒムルスタインとウェルチは共演する以前からお互いのことを知ってはいたが、2003年にJoan of Arcadiaが始まるまではそれほど親しい間柄ではなかった。
ヒムルスタインは、2007年にThe Beautiful Ordinaryでレイトン・ミースターと共演した後、彼女と交際していた時期があった。

## 主な出演作品

### 映画
| 公開年 | 邦題 原題                                                                       | 役名               | 備考       |
| ------ | ------------------------------------------------------------------------------- | ------------------ | ---------- |
| 2000   | ハイ・フィデリティ High Fidelity                                                | 公園の少年         |            |
| 2002   | オースティン・パワーズ・イン・ゴールドメンバー Austin Powers in Goldmember      | 若いオースティン   |            |
| 2006   | Bachelor Party Vegas                                                            | イーライ           | ビデオ映画 |
| 2006   | ファストフードが世界を食いつくす Fast Food Nation                               | アンドリュー       |            |
| 2006   | Down the P.C.H.                                                                 | T-Boy              |            |
| 2007   | マンディ・レイン 血まみれ金髪女子高生 All the Boys Love Mandy Lane              | レッド             |            |
| 2007   | The Beautiful Ordinary                                                          | ライリー           |            |
| 2008   | 処刑教室 Assassination of a High School President                               | タッド             |            |
| 2008   | インフォーマーズ セックスと偽りの日々 The Informers                             | レイモンド         |            |
| 2009   | The Assistants                                                                  | ベン・グッドリッチ |            |
| 2011   | Losers Take All                                                                 | デイヴ             |            |
| 2014   | キャプテン・アメリカ/ウィンター・ソルジャー Captain America: The Winter Soldier | 技術者             |            |

### テレビシリーズ
| 放映年    | 邦題 原題                          | 役名                   | 備考                                   |
| --------- | ---------------------------------- | ---------------------- | -------------------------------------- |
| 2003      | ボストン・パブリック Boston Public | ウィリアム・ギルバート | 2エピソード                            |
| 2003-2005 | Joan of Arcadia                    | フリードマン           | 33エピソード                           |
| 2004      | Dr.HOUSE House, M.D.               | ルーク                 | シーズン1、第6話「ソクラテス式やり方」 |
| 2006      | ラスベガス Las Vegas               | レオ                   | 1エピソード                            |
| 2009      | コミ・カレ!! Community             | ジェレミー・シモンズ   | 1エピソード                            |
| 2013-2014 | Doll & Em                          | マイク                 | 4エピソード                            |